# Clare Hall (Cambridge)
Clare Hall ist eines der Colleges der Universität Cambridge. Es bietet Master- und Doktorandenstudiengänge, aber keine Bachelorkurse an. Es wurde als Graduiertenkolleg 1966 vom Clare College gegründet.

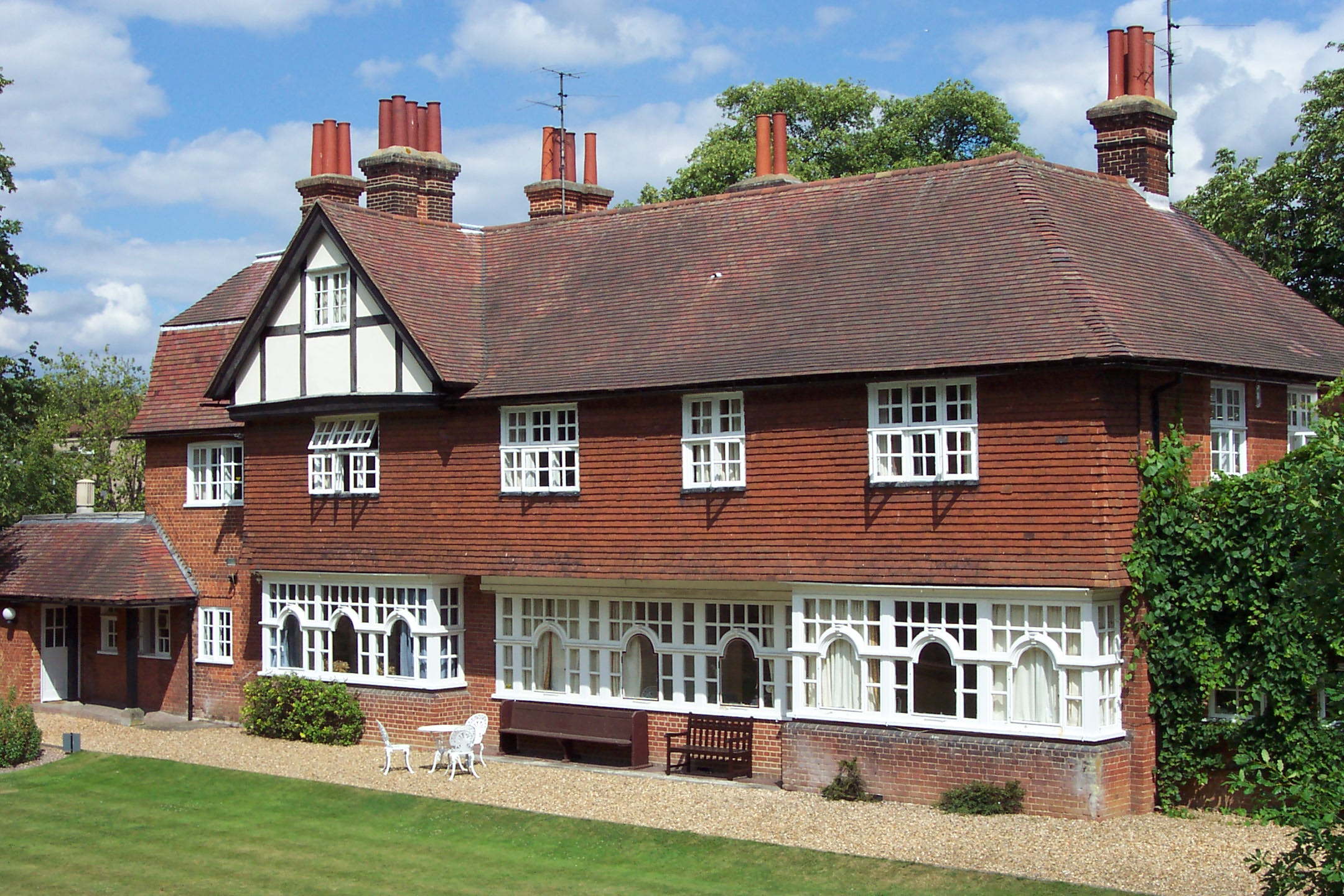
Elmside House, ein Gebäude der Clare Hall

## Geschichte
1964 formulierte de Physiker Richard J. Eden einen Antrag an das Clare College, ein Institut für Fortgeschrittenenstudien zu einzurichten. Eric Ashby, Baron Ashby, der von 1959 bis 1975 Master des Clare College war, arbeitete an der Verwirklichung mit. Die mit der Gründung von Clare Hall neu erbauten Gebäude und 1969 eröffneten Gebäude wurden vom Architekten Ralph Erskine geplant.

### Präsidenten von Clare Hall
Der erste Präsident war ab 1966 der Physiker Sir Brian Pippard (1920–2008). Auf ihn folgte 1973 der Metallurg Robert Honeycombe (1921–2007). Michael Stoker (1918–2013) war Mediziner und ab 1980 im Amt, danach kam 1987 der Historiker Anthony Low. Die Literaturkritikerin Gillian Beer (* 1935) war ab 1994 Präsidentin, 2001 gefolgt vom Mineralogen Ekhard Salje (1946–2025), 2008 vom Linguisten Martin Harris (* 1944), ab 2013 David John Ibbetson und ab 2020 vom Architekten C. Alan Short (* 1955).

## Zahlen zu den Studierenden
Clare Hall ist mit Abstand das kleinste College der Universität Cambridge: Im Dezember 2022 waren 255 Studierende an der Clare Hall eingeschrieben, die alle auf einen weiteren Abschluss hinarbeiteten und die damit postgraduates waren. 103 kamen aus Großbritannien und 152 zählten als internationale Studenten; 109 strebten einen Masterabschluss an. 2020 waren es 266 Studierende gewesen, und 2021 waren es 257.

## Persönlichkeiten

### Nobelpreisträger mit Verbindungen zu Clare Hall
Einige Nobelpreisträger waren an der Clare Hall tätig:
- Ivar Giaever (1929–2025), Physiker, der 1973 den Nobelpreis für Physik erhielt, hatte 1969 ein Guggenheim-Stipendium am Clare College.[4]
- Joseph Brodsky (1940–1996), Nobelpreis für Literatur 1987, war 1977–1978 Gastwissenschaftler der Clare Hall
- Seamus Heaney (1939–2013), Schriftsteller, Nobelpreis für Literatur 1995
- Paul Berg (1926–2023), Biochemiker und Molekularbiologe, Nobelpreis für Chemie 1980
- Kim Dae-jung (1924–2009), koreanischer Politiker, von 1998 bis 2003 Präsident Südkoreas, Friedensnobelpreis 2000, war ab 1993 Gastwissenschaftler an der Clare Hall und wurde 2001 zum Ehrenmitglied gewählt.[5]
- David J. Thouless (1934–2019), Nobelpreis für Physik 2016
- William D. Nordhaus (* 1941), Wirtschaftswissenschaftler, Alfred-Nobel-Gedächtnispreis für Wirtschaftswissenschaften 2018

### College-Mitglieder
- Andrew Blake (* 1956), Mathematiker und Informatiker[6]
- Marjorie Chibnall (1915–2012), Historikerin, Mediävistin, hatte ab 1969 ein Forschungsstipendium an der Clare Hall und wurde 1975 Vollmitglied (Fellow) von Clare Hall[7]
- Michael Loewe (1922–2025), Sinologe, von 1968 bis 1990 Fellow der Clare Hall, außerdem Ehrenmitglied[8]
- Malcolm Sim Longair (* 1941), Radioastronom,[9][10] war 1967 bis 1980 Fellow am Clare Hall,[11] 1993 bis 2002 Vizepräsident von Clare Hall[12]

### Gastwissenschaftler
- Gabriel Motzkin (* 1945), amerikanisch-israelischer Historiker[13]
- Hartley Rogers (1926–2015), Mathematiker, war 1967/1968 Gastwissenschaftler der Clare Hall[14]

### Absolventen
- Michael Reinhardt (* 1961), Rechtswissenschaftler und Hochschullehrer in Trier, Abschluss 1990 als Master of Law an der Clare Hall[15]
- Reinhard Würzner (* 1959), Arzt für Laboratoriumsmedizin, Hygiene und Mikrobiologie, Doktorarbeit an der Clare Hall 1993[16]